# Raión de Kimry
El raión de Kimry (ruso: Ки́мрский райо́н) es un distrito administrativo (raión) ruso perteneciente a la óblast de Tver. Su forma de autogobierno local es desde 2022 la de ókrug municipal (Ки́мрский муниципальный округ), albergando su territorio un único ayuntamiento con sede en la capital distrital homónima, que hasta 2022 no formaba parte del raión y se gobernaba como una unidad directamente subordinada a la óblast.
En 2021, el territorio actual del raión tenía una población de 53 800 habitantes, de los cuales unos 40 875 vivían en la ciudad de Kimry. Los otros 12 925 mil habitantes se reparten entre el asentamiento de tipo urbano de Beli Gorodok (2022 habitantes) y 417 localidades rurales, de las cuales las únicas que superan los quinientos habitantes son Goritsy, Tsentralni, Maloye Vasiliovo, Ilínskoye, Privolzhski y Titovo.
El raión se ubica en el este de la óblast y limita al sureste con la vecina óblast de Moscú.